# Changdusaurus
"Changdusaurus" (también conocido como "Changtusaurus") es el nombre informal dado a un género de dinosaurio estegosáurido que vivió a finales del período Jurásico. Encontrado en el grupo Dakupa de China. La especie tipo es llamada "Changdusaurus laminoplacodus" por Zhao en 1986, pero nunca fue formalmente descrito, y confinado a nomen nudum. Una fuente ha indicado que los fósiles se han perdido.